# Beni Dergoun
Beni Dergoun (em árabe: بني درقن) é uma comuna localizada na província de Relizane, Argélia. De acordo com o censo de 2008, a população total da cidade era de 12 364 habitantes.